# Euphorbia ambovombensis
Euphórbia ambovombénsis ― вид рода Молочай (Euphorbia) семейства Молочайные (Euphorbiaceae).

## Распространение
Распространён только на Мадагаскаре и только на севере местности Амбовомбе на юге Мадагаскара.
Растёт обогащённой почве в тени кустарников-сухоросов.

## Морфология

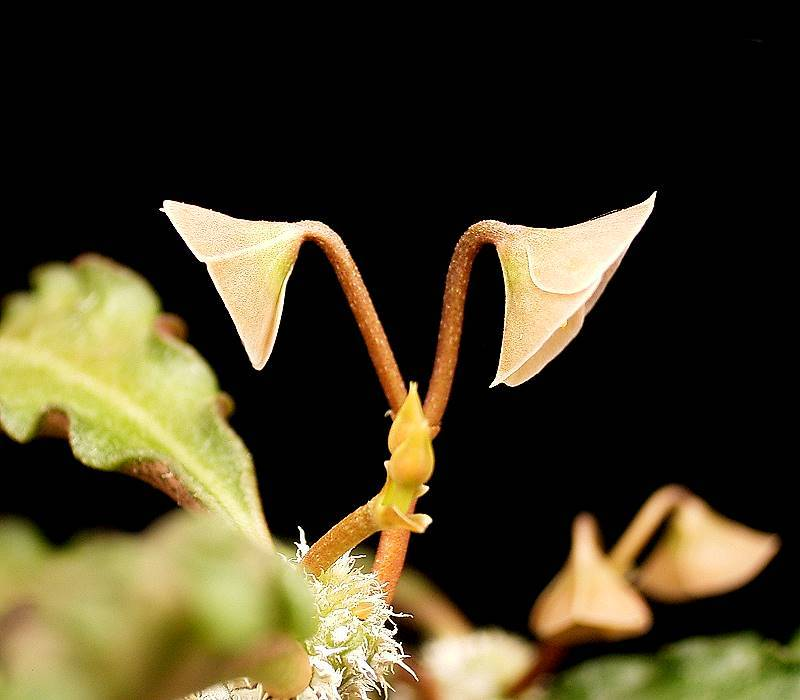
Цветки

Каудекс серо-коричневый, 4—10 см толщиной и около 4 см в высотой.
Стебли 10—20 см длиной, 5 мм толщиной, ветвятся в основном от основания.
Листья толстые и волнистые, их края закручены вверх, расположены спирально только на концах ветвей, при опадании оставляют коричневые шрамы на ветвях, до 3—5 см длиной и 1—1,2 см шириной, сильно варьируют по форме и размеру.

## Практическое применение
Выращивается в комнатных условиях. Может легко размножаться как семенами, так и черенками.

## Классификация
|  |                                      |  |                                                             |                                                             |                      |  | ещё 36 семейств (согласно Системе APG II), в том числе Маковые | ещё 36 семейств (согласно Системе APG II), в том числе Маковые |                           |  |  |  | ещё ≈2000 видов |
|  |                                      |  |                                                             |                                                             |                      |  | ещё 36 семейств (согласно Системе APG II), в том числе Маковые | ещё 36 семейств (согласно Системе APG II), в том числе Маковые |                           |  |  |  | ещё ≈2000 видов |
|  |                                      |  |                                                             | порядок Мальпигиецветные                                    |                      |  |                                                                |                                                                | род Молочай (Euphorbia)   |  |  |  |                 |
|  |                                      |  |                                                             | порядок Мальпигиецветные                                    |                      |  |                                                                |                                                                | род Молочай (Euphorbia)   |  |  |  |                 |
|  | отдел Цветковые, или Покрытосеменные |  |                                                             |                                                             | семейство Молочайные |  |                                                                |                                                                | вид Молочай амбовомбензис |  |  |  |                 |
|  | отдел Цветковые, или Покрытосеменные |  |                                                             |                                                             | семейство Молочайные |  |                                                                |                                                                |                           |  |  |  |                 |
|  |                                      |  | ещё 44 порядка цветковых растений (согласно Системе APG II) | ещё 44 порядка цветковых растений (согласно Системе APG II) |                      |  |                                                                | ещё >300 родов                                                 | ещё >300 родов            |  |  |  |                 |
|  |                                      |  |                                                             | ещё 44 порядка цветковых растений (согласно Системе APG II) |                      |  |                                                                |                                                                | ещё >300 родов            |  |  |  |                 |